# 环盖螺
环盖螺（学名：Hipponix foliacea），是中腹足目顶盖螺科Hipponix的一种。主要分布于韩国、台湾，常栖息在潮间带到浅海的礁岩。